# Podemos Asturies
Podemos Asturies («Podemos Asturias») es la organización territorial de Podemos en la comunidad autónoma del Principado de Asturias (España).

## Organización
La organización del partido surge de los documentos aprobados en la tercera Asamblea Ciudadana Estatal de Podemos, también conocida como Vistalegre III, en 2020. Consta de:
- Asamblea Ciudadana Autonómica.
- Consejo Ciudadano Autonómico.
- Coordinación Autonómica.
- Consejo de Coordinación Autonómico.
- Comisión de Garantías Democráticas Autonómica.

Además, la representatividad de los círculos (base de la militancia del partido) se da a través del consejo de círculos, la red de círculos o su presencia en el Consejo Ciudadano Autonómico.

## Historia
En las elecciones autonómicas de mayo de 2015 el partido logró un 20 % de los votos, consiguiendo 9 de 45 diputados en la X legislatura de la Junta General. Así mismo, lograron entrar en el gobierno de Oviedo, Langreo y Llaneza. Sin embargo, en las elecciones a la Junta General de 2019 sus resultados bajaron notablemente, pasando de 9 a 4 diputados en la XI legislatura. En 2020 el diputado regional Rafael Palacios señaló a la directiva de Daniel Ripa, cuya política era ajena y distinta a la de la Directiva Nacional de Podemos, y además se detectaron incumplimientos del código ético de Podemos.[cita requerida] En 2021 se celebraron elecciones internas y, con una pequeña ventaja de votos, Sofía Castañón sustituyó a Ripa como secretario general. Daniel Ripa no aceptó los resultados e inició una campaña de desprestigio y acoso contra el nuevo equipo de gobierno.[cita requerida]
De cara a las elecciones autonómicas de mayo de 2023 la militancia de Podemos Asturies eligió a Covadonga Tomé, vinculada a Ripa, como cabeza de lista en unas elecciones primarias celebradas en noviembre de 2022. La otra rival, Alba González, era la secretaria de organización de la directiva de Sofía Castañón.
En febrero de 2023 se expulsó a Ripa del partido por incumplir el código ético de Podemos.[cita requerida] El 4 de abril Podemos le abrió un expediente a Tomé alegando una «actitud clasista y agresiva» hacia otros miembros de la formación. Covadonga Tomé y personas afines se encerraron en la sede de Podemos en Gijón entre el 20 y el 25 de abril después de que la directiva regional modificara las listas electorales, ya que algunos miembros de la lista estaban sancionados por no cumplir las normas internas de Podemos.[cita requerida] A la hora de registrar las listas, algunos miembros afines a Covadonga Tomé como Laura Tuero o Xune Elipe, que además es vocalista del grupo de rock Dixebra, mostraron una actitud agresiva contra miembros de la directiva regional como Olaya Suárez.
En las elecciones autonómicas, al igual que en las municipales, Podemos sufrió un descalabro electoral y perdió 3 diputados de los 4 que presentaban, saliendo elegida únicamente Covadonga Tomé. Así mismo, Podemos desapareció de los ayuntamientos de Oviedo y de Langreo. Consiguió una concejala en el Ayuntamiento de Gijón, aunque perdiese 2. En Avilés también consiguieron concejales gracias a la coalición con Izquierda Unida en Cambia Avilés y en Siero también lograron representación. La debacle sirvió para reforzar a la coalición Convocatoria por Asturias, integrada por Izquierda Unida de Asturias, Izquierda Asturiana y Más País.
El 25 de septiembre de 2023 Sofía Castañón anunció su dimisión como coordinadora de Podemos Asturias y de sus cargos en Podemos a nivel estatal, dejando el partido en manos de una gestora con Rafael Palacios al frente como coordinador interino.
El 13 de octubre la Comisión Estatal de Garantías de Podemos acordó la suspensión cautelar de militancia y la apertura de un expediente sancionador a Covadonga Tomé, Laura Tuero y Xune Elipe por los hechos ocurridos en meses anteriores en los que Covadonga Tomé se enfrenta continuamente a la dirección de Podemos.Finalmente, el 24 de diciembre de 2023 Podemos decidió expulsar a Tomé del partido, quedándose este sin representación parlamentaria.
El 2 de febrero de 2024 Diego Ruiz de la Peña se convirtió en el nuevo coordinador autonómico tras ganar las primarias.

## Resultados electorales

### Congreso de los Diputados
| Congreso de los Diputados                                                                                           |                |         |    |          |         |         |                    |
| Elecciones | Candidatura    | Escaños | ±  | Posición | Votos   | %       | Candidato          |
| 2015 | Podemos        | 2/8     | 2  | 3.ª      | 132 007 | 21,33 % | Sofía Castañón     |
| 2016 | Unidos Podemos | 2/8     | ±0 | 3.ª      | 140 058 | 23,78 % | Sofía Castañón     |
| 2019 I | Unidas Podemos | 1/7     | 1  | 3.ª      | 106 630 | 17,15 % | Sofía Castañón     |
| 2019 II | Unidas Podemos | 1/7     | ±0 | 3.ª      | 89 301  | 16,16 % | Sofía Castañón     |
| 2023 | Sumar(a)       | 0/7     | 1  | 3.ª      | 88 630  | 14,85 % | Diego Antonio Ruiz |
| Notas: (a) Podemos Asturies no logró representación, al ir su primer candidato, Diego Antonio Ruiz, en el puesto 3. |                |         |    |          |         |         |                    |

### Junta General del Principado de Asturias
| Junta General del Principado de Asturias |         |   |          |         |         |                |
| Elecciones                               | Escaños | ± | Posición | Votos   | %       | Candidato      |
| 2015                                     | 9/45    | 9 | 3.ª      | 102 178 | 19,02 % | Emilio León    |
| 2019                                     | 4/45    | 5 | 4.ª      | 57 893  | 11,01 % | Lorena Gil     |
| 2023                                     | 1/45    | 3 | 5.ª      | 21 052  | 3,92 %  | Covadonga Tomé |